# Escudo de Sonsón
El Escudo de Sonsón es uno de los tres símbolos oficiales de la ciudad. Junto con la bandera y el himno, condensa la identidad del municipio de Sonsón (Colombia).
Como símbolo institucional, es empleado por el gobierno municipal y sus instituciones derivadas. El escudo está regulado por la Resolución n.º 18 del 7 de agosto de 1956, en la que se hacía constar lo siguiente:

El contorno del escudo es ovalado de color dorado, en el centro se destaca el templo parroquial simbolizando la fe, la constancia y el esfuerzo titánico de este pueblo. Al fondo, se aprecia el cerro Capiro, a cuyo pie está asentada la ciudad; en primer plano, hay un almácigo, que significa su fecundidad en los hombres y en sus ideas. Los rayos que coronan el cerro sobre un fondo azul del firmamento, representan a sus hijos dispersos por todos los ámbitos de la nación y fuera de ella. El río Sonsón cruza el valle y se despeña formando una cascada, con lo que representa la belleza y reserva promisoria de esta región. Como símbolo de la riqueza agrícola, se encuentran dos ramas de café fructificadas que custodian el escudo, y dos mazorcas de maíz que le sirven de bases. En la parte baja como lema, en una cinta el escudo lleva la frase Civitas grata amphora plena que significa: "Ciudad que es grata como una ánfora llena"."

## Historia

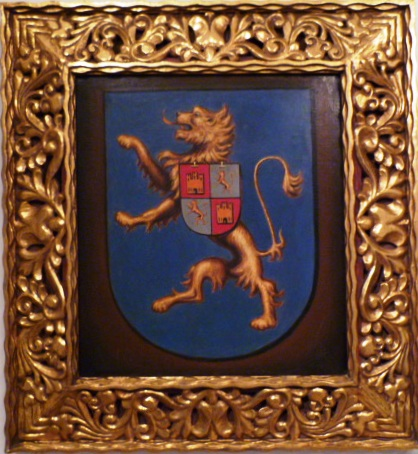
Armas concedidas por Carlos III a Rionegro.

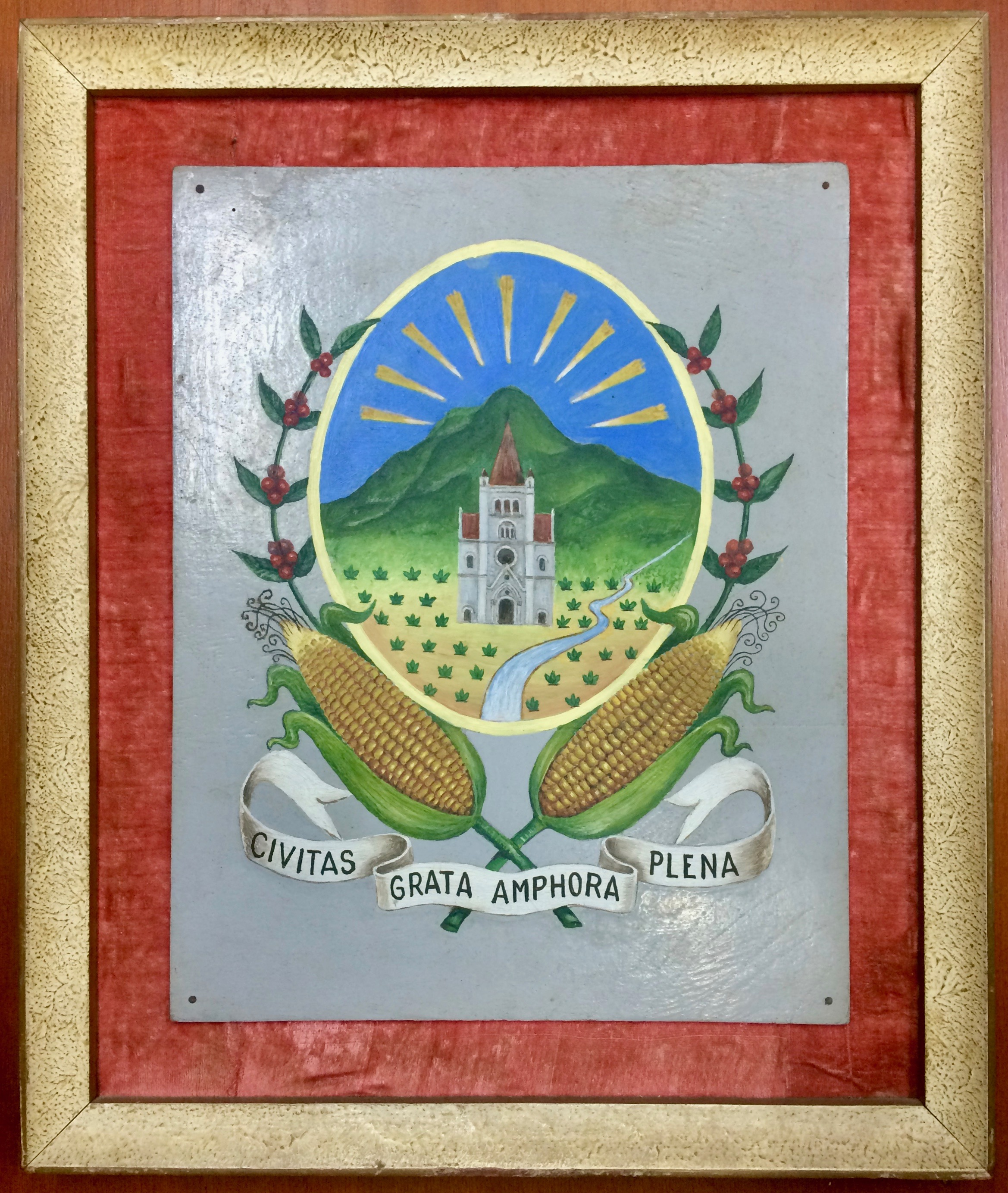
Propuesta original presentada por Alfredo Correa Henao.

Dado que Sonsón hasta 1808 fue poblado del distrito de Santiago de Arma de Rionegro,  con el resto del territorio de la jurisdicción su blasón fue el concedido por el Rey Felipe II de España, otorgado por Real Cédula emitida en Aranjuez el 20 de marzo de 1596 a la ciudad de Santiago de Arma, hoy Arma Viejo, y transferido a Rionegro junto con los demás títulos y privilegios por Real Cédula de Carlos III en 1786, tras la decadencia de Arma. 

Ya en su vida municipal, en el año de 1924, la Sociedad de Mejoras Públicas dirigió una proposición al Consejo Administrativo solicitando la adopción de un escudo para la ciudad.  El 11 de noviembre de 1930, fue abierto un concurso para seleccionar el nuevo emblema, y entre 7 trabajos presentados fue premiado el firmado con el seudónimo de "Arcadio", correspondiente al trabajo de Enrique Correa Henao, que presentaba las siguientes características: 

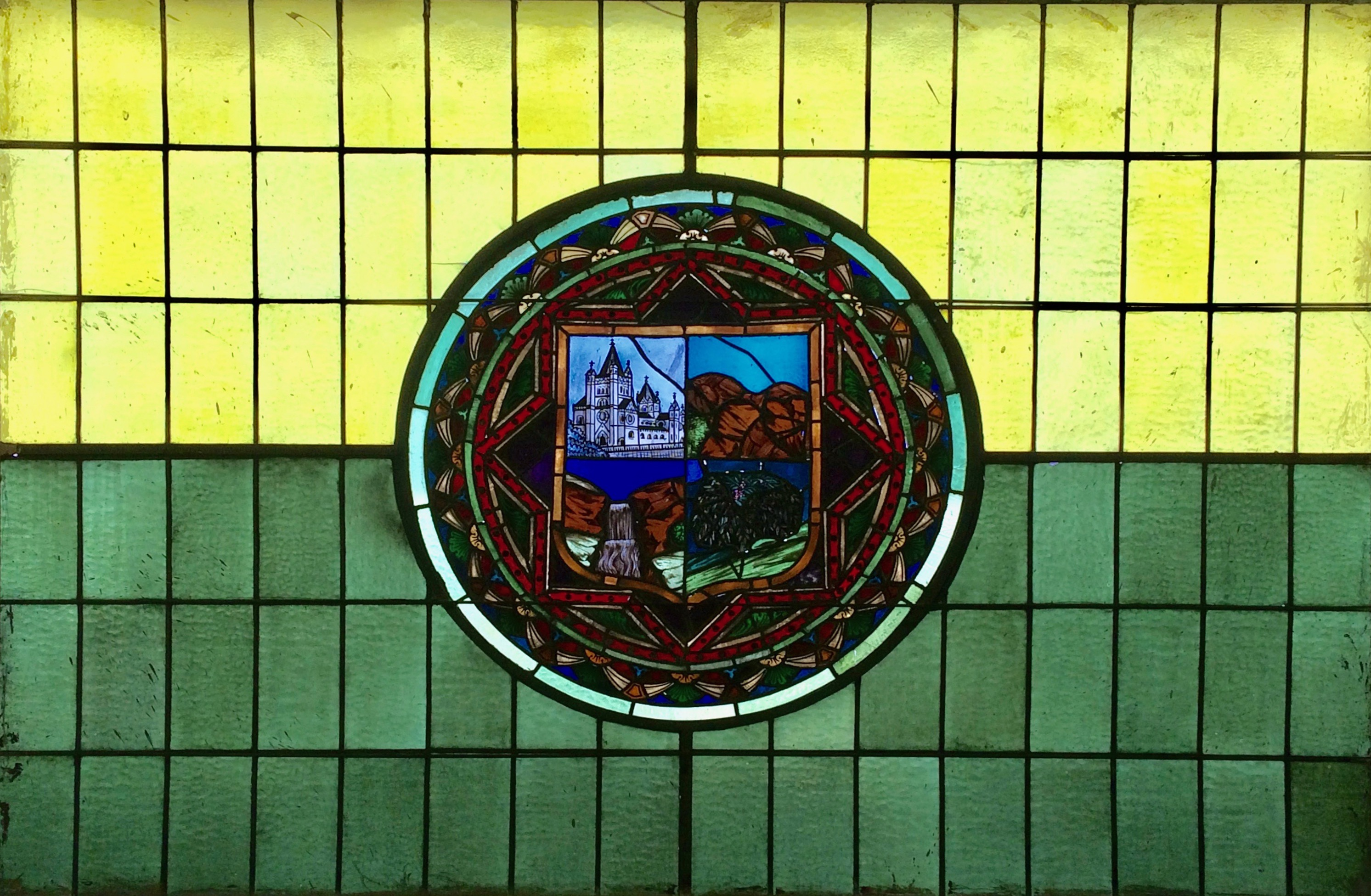
Vitral con la bandera y el primer escudo de la Ciudad, en el primer piso de la casa consistorial.

En una forma franco- suiza, color gualda, se disponen cuatro cuarteles de igual tamaño.
En el cuartel superior izquierdo, se muestra la fachada de la Catedral de Nuestra Señora de Chiquinquirá, patrona de la ciudad.
En el cuartel superior derecho, el tutelar cerro Capiro.
En el cuartel inferior izquierdo, la cascada del río Sonsón.
En el cuartel inferior derecho, un árbol de café. 
Como timbre del Escudo, una cinta lleva la frase “Mañana empieza la lucha“.
Prontamente, después de haberse publicado, voces como la del Pbro. Roberto María Tisnés criticaron intensamente la divisa del escudo, pronunciándose en favor de un cambio, consistente en eliminar la leyenda o modificarla.
En aquel momento, la colonia de Medellín abogó por una modificación total, en el sentido de cambiar la mata de café por una mazorca, suprimiendo los demás símbolos, y cambiando la anterior leyenda por otra que rezaba "Civitas grata amphora plena"
Las voces de los sonsoneses en Medellín fueron lideradas por el médico Dr. Alfredo Correa Henao, quien en 1956 durante un cabildo abierto, propuso dotar al municipio de un nuevo blasón. Presentada formalmente la propuesta al Concejo, el 7 de agosto de 1956 mediante Resolución número 18 fue adoptada en su totalidad, convirtiéndose así en el nuevo escudo de Sonsón, símbolo que hasta hoy ostenta.
Sin embargo, el primer escudo ha mantenido su vigencia como emblema histórico, siendo con algunas modificaciones, utilizado por el Centro de Historia de la ciudad a través de sus publicaciones, y por el Club Aventino.
Como elemento arquitectónico, esta primera versión está presente en el vitral del hall de acceso de la casa consistorial, en una placa en la Casa de la Cultura y otra en la fachada de dicho Club, entre otros sitios. 
| Versiones históricas     | Versiones históricas                                  | Versión heráldica        | Versiones institucionales                                    |
| ------------------------ | ----------------------------------------------------- | ------------------------ | ------------------------------------------------------------ |
|                          |                                                       |                          |                                                              |
| Escudo aprobado en 1931. | Variante utilizada por algunas instituciones cívicas. | Escudo aprobado en 1956. | Versión utilizada por la alcaldía y el concejo desde el 2004 |

## Heráldica
Aunque los principios de heráldica contravienen la conformación de paisajes, una descripción técnica aproximada del escudo sería la siguiente:
En un escudo de dama de oro, en campo de azur, se disponen arriba nueve rayos de oro en arco, cuatro a cada lado y uno en medio; al centro el cerro Capiro, de sinople, y abajo un almácigo fructificado en campo de leonardo y sinople. En el medio del costado diestro del cerro, para quien observa, se despeña de azur un río hacia la parte inferior del blasón. En medio de todo la fachada de la Catedral de Sonsón, de fierro y leonardo. Como tenantes le sirven dos mazorcas peladas de oro cruzadas en el tallo y ubicadas en la base; detrás de las cuales aparecen dos matas de café fructificadas en su color. Sobre los tallos de las primeras, una divisa lleva en latín, de sable, la frase Civitas grata amphora plena.